# Sekretář (administrativa)
Sekretář (sekretářka, vykonává-li tuto funkci žena), také tajemník (tajemnice), je buď administrativní asistent v podnikové sféře, anebo určitý druh střední či vyšší úřednické funkce ve veřejné správě – například generální sekretář Ústavního soudu, státní tajemník USA (de facto ministr zahraničních věcí), generální tajemník OSN nebo generální tajemník ÚV KSČ.

## Charakteristika
Sekretář ve smyslu „asistent“ (ve 21. století často nazývaný právě asistent) vykonává mnoho administrativních činností. Tradičně mezi ně patří vyřizování korespondence, například psaní dopisů. Éra psaní textů na počítači významně omezila čas, který tato činnost vyžaduje, takže se do oblasti působnosti sekretáře dostala řada nových úkolů. Může zahrnovat správu rozpočtu, vedení účetnictví, správu webových stránek, plánování služebních cest apod. Mezi tyto úkoly může patřit také organizování konferencí, plánování schůzek a příprava dokumentů k revizi.
Sekretáři mohou též vyřizovat personální agendu; ta může zahrnovat i složitější úkoly související například s vízy a imigračními záležitostmi.
Druhý význam slova sekretář (často se používá označení tajemník) se obvykle vztahuje k funkci vedoucího oddělení. Může ale znamenat i předsedu celé organizace, jako je tomu například v případě Generálního tajemníka OSN.
V rámci katolické církve se užívá např. pro generálního sekretáře určité biskupské konference či řeholního řádu.

## Etymologie
Původní výraz „tajemník“ vznikl jako překlad anglického slova „secretary“ (secret = tajemství).